# 클루브 아메리카 페메닐
클루브 아메리카 페메닐(스페인어: Club América Femenil)은 멕시코의 여자 축구 클럽이다. 2016년에 클루브 아메리카 산하 여성팀으로 설립되었으며, 현재 멕시코 리가 MX 페메닐에 참가하고 있다.